# Lievestuoreenjärvi
Le lac Lievestuoreenjärvi (finnois : Lievestuoreenjärvi) est un lac, du réseau hydrographique du Kymijoki, situé à Laukaa en Finlande,.

## Présentation
Le lac a une superficie de 40,52 kilomètres carrés et une altitude de 84,9 mètres.